# Boujan-sur-Libron
Boujan-sur-Libron – miejscowość i gmina we Francji, w regionie Oksytania, w departamencie Hérault.
Według danych na rok 1990 gminę zamieszkiwało 2235 osób, a gęstość zaludnienia wynosiła 318 osób/km² (wśród 1545 gmin Langwedocji-Roussillon Boujan-sur-Libron plasuje się na 169. miejscu pod względem liczby ludności, natomiast pod względem powierzchni na miejscu 900.).